# Oscar Rapin (Politiker)
Oscar Rapin (* 9. Oktober 1870 in Lausanne; † 16. Januar 1941 ebenda) war ein Schweizer Politiker. Er war reformiert.

## Biografie
1894 promovierte Rapin in Rechtswissenschaft an der Universität Lausanne. Er arbeitete als Rechtsanwalt. Die Künstlerin Aimée Rapin war seine Schwester.
Von 1897 bis 1941 gehörte er dem Grossen Rat des Kantons Waadt an, zunächst als Freisinniger, später als Sozialdemokrat. 1933 war er Präsident des Grossen Rates. Von 1898 bis 1913 und von 1918 bis 1941 war er im Gemeinderat, dem Stadtparlament von Lausanne, das er 1899 präsidierte. Bei Richtungskämpfen innerhalb der Waadtländer SP spaltete sich 1909 der rechte Flügel ab. Oscar Rapin gründete mit Adolphe Gavillet die Gruppe der Socialistes-nationaux. Sie näherten sich immer mehr den bürgerlichen Parteien an und verschwanden 1945. Von 1901 bis 1939 war Rapin Redaktor der Zeitschrift Le Grutli, die ab 1909 das Publikationsorgan der Socialistes-nationaux war.